# 杉精三
杉 精三（すぎ せいぞう、明治4年8月12日〈1871年9月26日〉 - 1954年〈昭和29年〉1月11日）は、日本の逓信官僚、内閣印刷局長。錦鶏間祗候。

## 経歴
現在の山口県防府市に蔵田恂一の長男として生まれ、母方の杉家を継いだ。1897年（明治30年）、東京帝国大学法科大学政治科を卒業し、高等文官試験に合格した。通信事務官、青森郵便局長、高松郵便局長、広島郵便局長、京都郵便局長、名古屋逓信管理局長、航路標識管理局長、西部逓信局長・大阪地方海員審判所長、逓信省経理局長、内閣印刷局長を歴任した。
1936年（昭和11年）に退官した後は、電信協会に入り、理事を経て、会計部長を務めた。

## 栄典
位階
- 1933年（昭和8年）3月15日 - 従三位[4]

勲章
- 1920年（大正9年）11月1日 - 旭日中綬章[5]
- 1940年（昭和15年）8月15日 - 紀元二千六百年祝典記念章[6]